# Indianapolis 500 in 1994
De 78e Indianapolis 500 werd gereden op zondag 29 mei 1994. Amerikaans coureur Al Unser Jr. won de race voor de tweede en laatste keer in zijn carrière, waarmee hij het aantal overwinningen voor de familie Unser op negen bracht, na de vier overwinningen van zijn vader Al Unser Sr. en de drie overwinningen van zijn oom Bobby Unser. 

## Startgrid

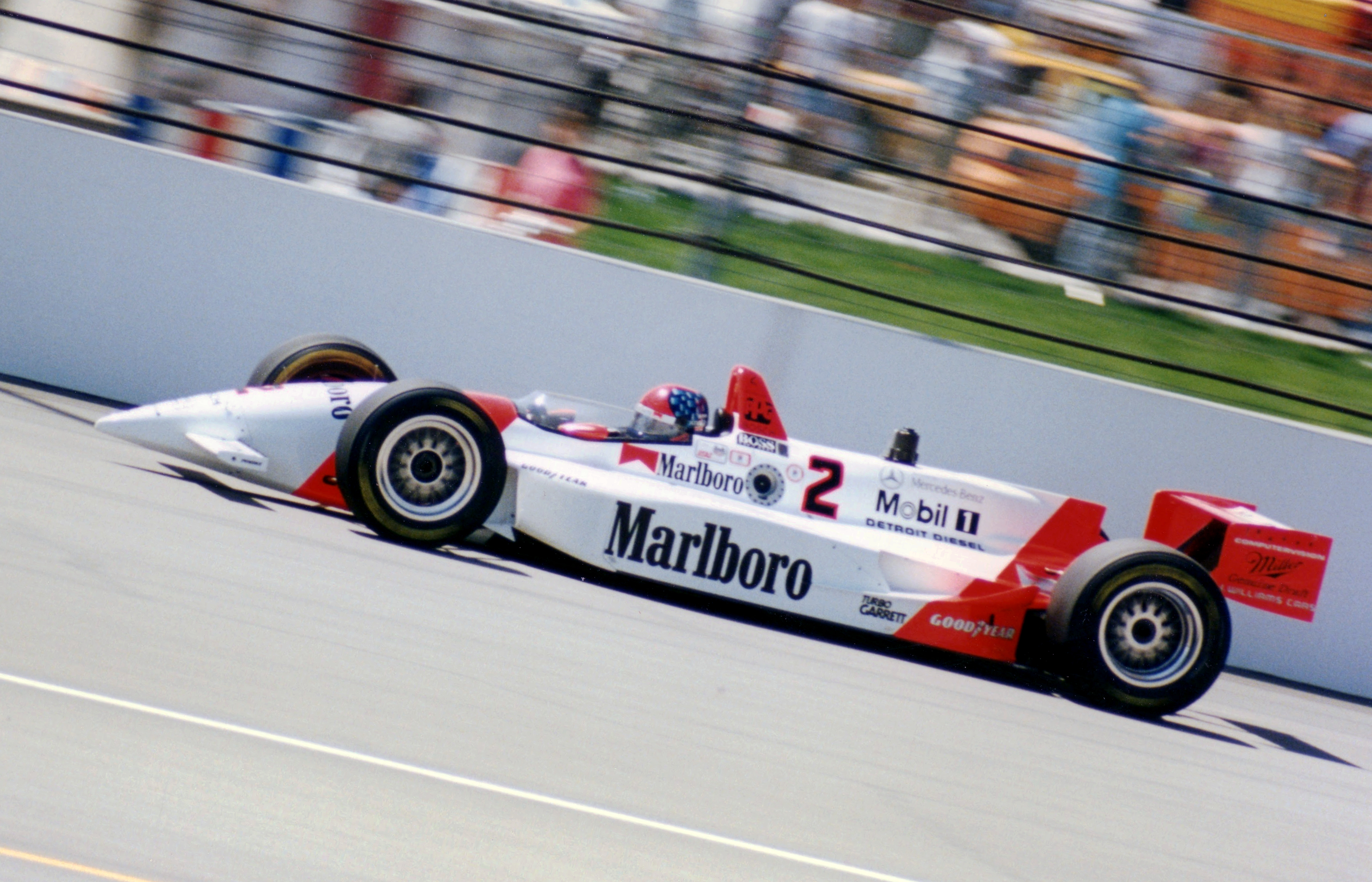
Emerson Fittipaldi.

| Rij | Binnen             | Midden            | Buiten             |
| --- | ------------------ | ----------------- | ------------------ |
| 1   | Al Unser Jr.       | Raul Boesel       | Emerson Fittipaldi |
| 2   | Jacques Villeneuve | Michael Andretti  | Lyn St. James      |
| 3   | Nigel Mansell      | Arie Luyendyk     | Mario Andretti     |
| 4   | John Andretti      | Eddie Cheever     | Dominic Dobson     |
| 5   | Stan Fox           | Hideshi Matsuda   | Dennis Vitolo      |
| 6   | Jimmy Vasser       | Scott Sharp       | Hiro Matsushita    |
| 7   | Robby Gordon       | Roberto Guerrero  | Brian Till         |
| 8   | Bryan Herta        | Scott Brayton     | Teo Fabi           |
| 9   | Paul Tracy         | Adrián Fernández  | Stefan Johansson   |
| 10  | Bobby Rahal        | Mauricio Gugelmin | John Paul Jr.      |
| 11  | Mike Groff         | Marco Greco       | Scott Goodyear     |

## Race
Tweevoudig wereldkampioen Formule 1 Emerson Fittipaldi, die de Indy 500 al twee keer had gewonnen, reed 145 ronden aan de leiding, maar crashte vijftien ronden voor het einde van de race. Zijn teamgenoot bij Penske Racing, Al Unser Jr. nam de leiding over en won zijn tweede Indy 500. De race werd beëindigd onder een neutralisatie nadat Stan Fox zijn wagen crashte drie ronden voor het einde van de race. Het was de tweede en laatste Indianapolis 500 voor Nigel Mansell, die in de 92e ronde aangereden werd door Dennis Vitolo en de race moest staken. Jacques Villeneuve werd tweede in zijn eerste Indy 500 en won de trofee "Indianapolis 500 Rookie of the year". Hij won de race een jaar later.
| #                                                                                    | Coureur                | Auto            | Team                  | Ronden | Opgave     |
| ------------------------------------------------------------------------------------ | ---------------------- | --------------- | --------------------- | ------ | ---------- |
| 1                                                                                    | Al Unser Jr.           | Penske-Mercedes | Team Penske           | 200    |            |
| 2                                                                                    | Jacques Villeneuve (R) | Reynard-Ford    | Forsythe/Green Racing | 200    |            |
| 3                                                                                    | Bobby Rahal            | Penske-Ilmor    | Rahal/Hogan Racing    | 199    |            |
| 4                                                                                    | Jimmy Vasser           | Reynard-Ford    | Hayhoe Racing         | 199    |            |
| 5                                                                                    | Robby Gordon           | Lola-Ford       | Walker Racing         | 199    |            |
| 6                                                                                    | Michael Andretti       | Reynard-Ford    | Chip Ganassi Racing   | 198    |            |
| 7                                                                                    | Teo Fabi               | Reynard-Ilmor   | Jim Hall Racing       | 198    |            |
| 8                                                                                    | Eddie Cheever          | Lola-Menard     | Team Menard           | 197    |            |
| 9                                                                                    | Bryan Herta (R)        | Lola-Ford       | A.J. Foyt Enterprises | 197    |            |
| 10                                                                                   | John Andretti          | Lola-Ford       | A.J. Foyt Enterprises | 196    |            |
| 11                                                                                   | Mauricio Gugelmin (R)  | Reynard-Ford    | Chip Ganassi Racing   | 196    |            |
| 12                                                                                   | Brian Till (R)         | Lola-Ford       | Dale Coyne Racing     | 194    |            |
| 13                                                                                   | Stan Fox               | Reynard-Ford    | Hemelgarn Racing      | 193    | Ongeval    |
| 14                                                                                   | Hiro Matsushita        | Lola-Ford       | Dick Simon Racing     | 193    |            |
| 15                                                                                   | Stefan Johansson       | Penske-Ilmor    | Bettenhausen Racing   | 192    |            |
| 16                                                                                   | Scott Sharp (R)        | Lola-Ford       | PacWest Racing        | 186    |            |
| 17                                                                                   | Emerson Fittipaldi     | Penske-Mercedes | Team Penske           | 184    | Ongeval    |
| 18                                                                                   | Arie Luyendyk          | Lola-Ilmor      | Indy Regency Racing   | 179    | Mechanisch |
| 19                                                                                   | Lyn St. James          | Lola-Ford       | Dick Simon Racing     | 170    |            |
| 20                                                                                   | Scott Brayton          | Lola-Menard     | Team Menard           | 116    | Mechanisch |
| 21                                                                                   | Raul Boesel            | Lola-Ford       | Dick Simon Racing     | 100    | Mechanisch |
| 22                                                                                   | Nigel Mansell          | Lola-Ford       | Newman/Haas Racing    | 92     | Ongeval    |
| 23                                                                                   | Paul Tracy             | Penske-Mercedes | Team Penske           | 92     | Mechanisch |
| 24                                                                                   | Hideshi Matsuda (R)    | Lola-Ford       | Beck Motorsports      | 90     | Ongeval    |
| 25                                                                                   | John Paul Jr.          | Lola-Ilmor      | ProFormance Racing    | 89     | Ongeval    |
| 26                                                                                   | Dennis Vitolo (R)      | Lola-Ford       | Dick Simon Racing     | 89     | Ongeval    |
| 27                                                                                   | Marco Greco (R)        | Lola-Ford       | Arciero Racing        | 53     | Mechanisch |
| 28                                                                                   | Adrián Fernández (R)   | Reynard-Ilmor   | Galles Racing         | 30     | Mechanisch |
| 29                                                                                   | Dominic Dobson         | Lola-Ford       | PacWest Racing        | 29     | Ongeval    |
| 30                                                                                   | Scott Goodyear         | Lola-Ford       | King Racing           | 29     | Mechanisch |
| 31                                                                                   | Mike Groff             | Penske-Ilmor    | Rahal/Hogan Racing    | 28     | Ongeval    |
| 32                                                                                   | Mario Andretti         | Lola-Ford       | Newman/Haas Racing    | 23     | Mechanisch |
| 33                                                                                   | Roberto Guerrero       | Lola-Buick      | Pagan Racing          | 20     | Ongeval    |
| Gemiddelde snelheid : 258,898 km/h - Snelste ronde : Emerson Fittipaldi, 355,15 km/h |                        |                 |                       |        |            |
| Aantal neutralisaties : 7 (43 van de 200 ronden in totaal)                           |                        |                 |                       |        |            |